# Carl Heinrich Zimmermann
Pour les articles homonymes, voir Zimmermann.
Carl Heinrich Zimmermann, né le 7 septembre 1864 Frankenau et mort le 13 janvier 1949 à Hanau, est un officier allemand et le dernier commandant de la Schutztruppe au Kamerun.

## Biographie
Il sert comme instructeur militaire dans l'armée chilienne entre 1895 et 1897. En 1900, il est envoyé au service de la troupe de protection du Kamerun, dont il devient le commandant en 1909. C'est dans cette fonction qu'il dirige les opérations militaires contre une invasion franco-britannico-belge du Kamerun, après le début de la Première Guerre mondiale. En 1916, la situation était si désespérée que Zimmermann et ses troupes ont dû fuir vers l'Espagne neutre du Río Muni, où ils ont été internés et envoyés dans un centre de détention près de Saragosse. Après son retour en Allemagne, il a servi brièvement dans la Reichswehr et a pris sa retraite en 1920 en tant que général-major.